# Cristián Undurraga
Cristián Undurraga Saavedra (Santiago de Chile, 13 de octubre de 1954) es un arquitecto chileno.

## Biografía
Undurraga estudió arquitectura en la Universidad Católica, donde se graduó con honores en 1977; al año siguiente fundó, junto a Ana Luisa Devés, el estudio Undurraga Devés Arquitectos. El trabajo de esta oficina ha sido reconocido a partir de entonces en las diversas versiones de la Bienal de Arquitectura y Urbanismo de Chile.
Recibió el Premio Internacional de Arquitectura Andrea Palladio 1991 por su trabajo la Casa del Cerro (el jurado estuvo integrado por James Stirling, Rafael Moneo, Manfredo Tafuri y Francesco Dal Co) y en 2004 el de la Bienal Panamericana de Quito, Ecuador por la Casa Mirador. El mismo año fue distinguido por la Fundación Futuro por sus proyectos de las plazas de la Constitución y de la Ciudadanía que se extienden ante las fachadas norte y sur del Palacio de La Moneda, en el barrio Cívico de Santiago. En 2005 ganó la Medalla de Oro en la Bienal Internacional de Miami, Estados Unidos, por La Casa del Lago.
Undurraga ha sido profesor de la escuela de arquitectura de su alma máter (1980-2004); su trabajo ha sido publicado y exhibido en América, Europa y Asia. Destacando las monografías Undurraga Devés. Obra y proyecto 1990-2000, Ediciones Universidad Católica de Chile (2000), Undurraga Devés Pro Architec, Ediciones Archiworld, Corea del Sur (2006) y Undurraga Devés, Ediciones Somos Sur, Colombia (2008).
En 2009 fue nombrado Honorary Fellow del American Institute of Architects. 
Undurraga ha diseñado en Santiago de Chile, además de las plazas anteriormente citadas, los museos de Violeta Parra y de Artes Visuales, el edificio consistorial de Las Condes y otras obras.
Fue el encargado de diseñar el pabellón de Chile en la Expo 2015, celebrada en Milán, Italia.

## Obras
Capilla_del_Retiro

## Premios
- 1991 - Premio Internacional de Arquitectura Andrea Palladio, Italia.
- 2004 - Bienal Panamericana de Arquitectura de Quito, Ecuador.
- 2005 - Medalla de Oro, Bienal de Miami, Estados Unidos.
- 2009 - Honorary Fellow of the American Institute of Architects.
- 2012 - Premio Internazionale di Architettura Sacra
- 2015 - Medalla de Plata por Mejor Pabellón de la Expo Milán 2015